# Проект 23000 „Шторм“
Проект 23000 „Шторм“ е проект за перспективен руски многоцелеви тежък самолетоносач, възможно даже атомен тежък авионосен крайцер (АТАРК) разработен от Криловския държавен научноизследователски център (КГНЦ).

## Предназначение
Според думите на директора на КГНЦ Валерий Поляков, кораба е предназначен за изпълнение на различни задачи в далечната океанска зона, ще бъде способен да нанася удари по наземните и морските цели на противника с помощта на собственото си въоръжение и самолетите на бордовата авиационна група, освен това, ще може да осигурява противовъздушната отбрана с бордовите си средства за ПВО и средствата на авиогрупата, да осигурява бойната устойчивост и ПВО на корабните групировки, а също да оказва поддръжка на стоварвания десант.

## История
За първи път мащабен модел на многоцелевия самолетоносач (МС) е показана на специалистите в закрит режим на международния военноморски салон в Санкт Петербург през юли 2013 г., а за широката публика е представен на Международния военно-технически форум „Армия-2015“, преминал в град Кубинка, Московска област през юни 2015 г.
Общите технически характеристики на самолетоносача от проекта „Шторм Е“ (Storm 23000E – експортен вариант на концептуалния проект за МС за ВМФ на Русия), разработката на който преминава в КГНЦ под шифъра „Логово“, са публикувани в чуждите СМИ през май на janes.com.
Строителството на първия самолетоносач се очаква не по-рано от 2025 – 2030 г. Предположителната му стойност ще състави 350 милиарда рубли.
През май 2016 г. заместника на министъра на отбраната на РФ Юрий Борисов заявява, че договора за строителството на перспективния самолетоносач може да бъде сключен към края на 2025 г.
През юни 2016 г. е заявено, че строителството на самолетоносача може да отнеме 8 – 9 години.
Предполага се, че техническото проектиране на самолетоносача ще започне в периода 2017 – 2018 г. Началото на основния етап от проектирането се планира за 2020 г. Началото на работите по строителството на самолетоносача се планира за 2024 г.
През ноември 2016 г. е предложено да се даде на главния самолетоносач от серията името „Маршал на Съветския съюз Жуков“.
През април 2016 г. е заявено за възможността строителството на перспективния самолетоносач на Далекоизточната корабостроителница „Звезда“ в град Болшой Камен.

## Конструкция
По проект дължината съставлява 330 м, ширината – 40 м, максималното газене – 11 м. Водоизместимостта няма да надвишава 100 хиляди тона. Самолетоносачите от проекта „Шторм“ ще получат ледов клас и ще бъдат приспособени за работа в студените ширини. Кораба ще получи два „острова“, палубните надстройки за разполагане на постовете за наблюдение, командния мостик, радиоелектронното оборудване и средствата за свръзка.
Самолетоносача е проектиран с обикновена силова установка, но тя може да бъде заменена с ядрена. През 2016 г. е обявено, че корабите от проекта ще получат ядрени силови установки. Предполага се, че това ще бъдат атомните реактори РИТМ-200, които преди това ще бъдат изпробвани на ледоразбивача „Арктика“.

## Полетна палуба
Полетната палуба на самолетоносача ще има четири стартови позиции, в за нея ще има два традиционни трамплина (рампи) и четири електромагнитни катапулта. Кацането на летателните апарати ще се подсигурява от един аерофинишер.
Авиогрупа
Авиогрупата ще включва в себе си до 90 единици техника:
- Многоцелевите изтребители Су-57;
- Самолети за ДРЛОУ;
- Многоцелеви изтребители Су-33М

## Въоръжение
Противовъздушната отбрана на „Шторм“ се планира да бъде осигурена от четири зенитно-ракетни установки с вертикален пуск. Съществува вероятност, че за оборудването на самолетоносача ще бъдат разработени корабни версии на перспективните ЗРК С-500, които, предположително, ще могат да засичат аеродинамични и балистични цели, летящи на далечина до 800 км със скорост до 7 км/с.
Също, възможно, кораба ще има противоторпедна система.
Електронният комплекс на самолетоносача ще включва в себе си различни датчици, в т.ч. радиолокационни станции с активна фазирана антенна решетка.
Поляков отбелязва, че характеристиките на кораба могат да се променят според хода на разработката на всеки етап от работите.
Боезапаса от крилати ракети и авиобомби ще е 3000 единици.

## Фотографии
Макет на изложението „Армия 2015“